# Glaresis zvirgzdinsi
Glaresis zvirgzdinsi es una especie de coleóptero de la familia Glaresidae.

## Distribución geográfica
Habita en Arizona (Estados Unidos).